# Apel·les Mestres i Oñós

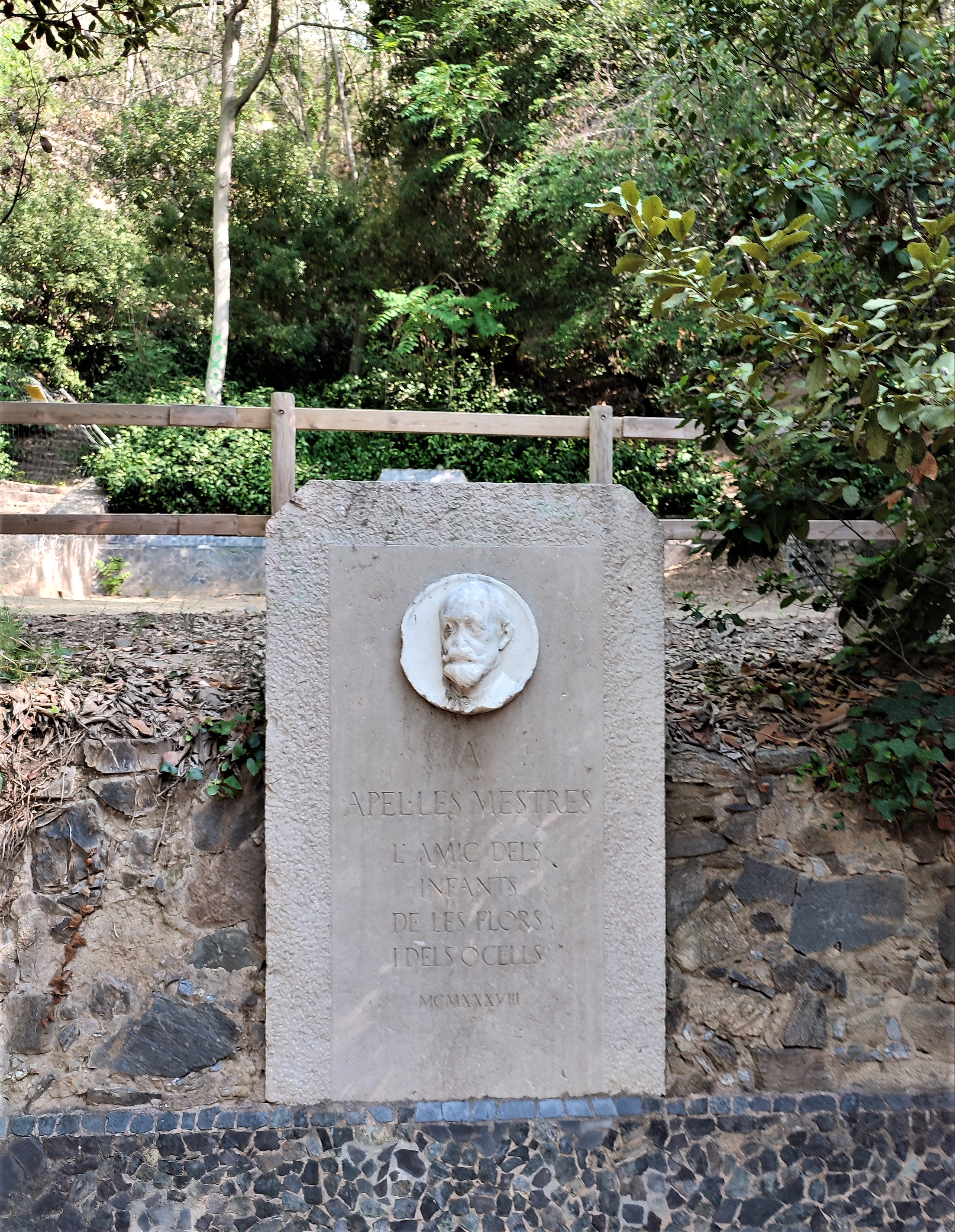
Monument a Apel·les Mestres al parc de la Font del Racó

Apeles Mestres (Barcelona, 28 d'octubre de 1854, –o 29– - 19 de juliol de 1936), també anomenat Apel·les Mestres segons la grafia fabriana, malgrat que ell s'ofenia profundament quan algú li corregia el nom, va ser un artista polifacètic dedicat al dibuix, poesia, autor de teatre, música, il·lustració gràfica, traducció, col·leccionista i amant de la jardineria.

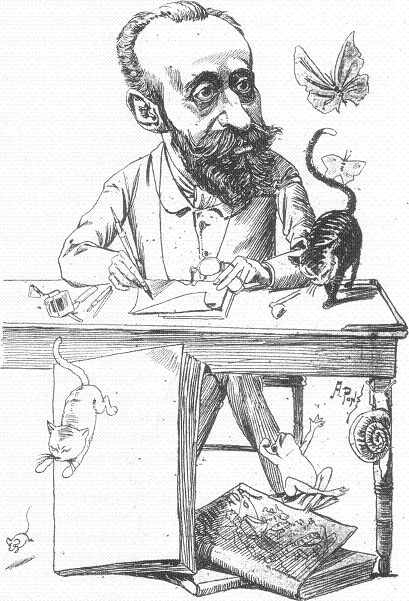
Caricatura d'Apel·les Mestres

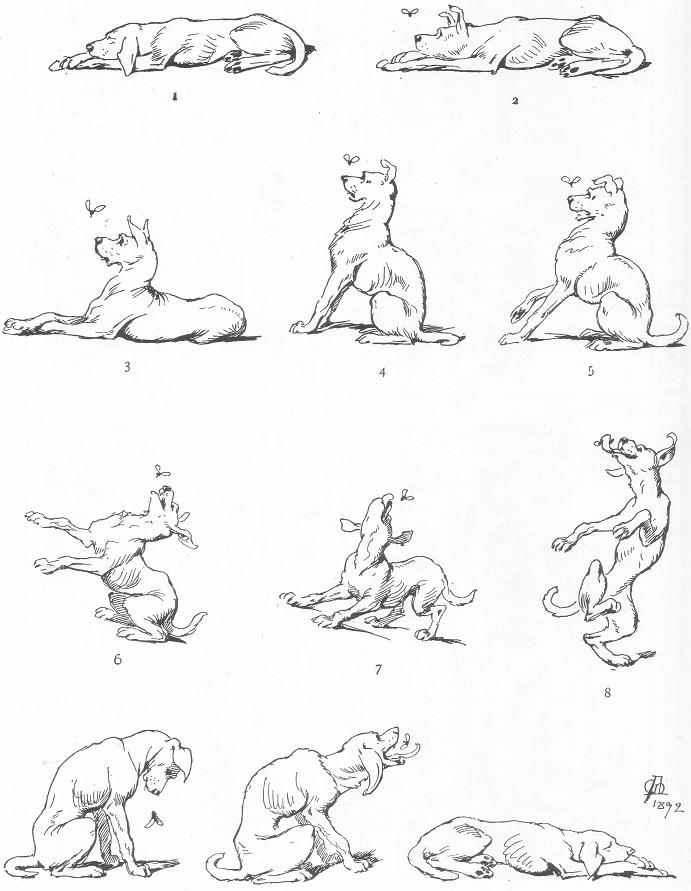
Popular il·lustració d'Apel·les Mestres

Visqué els canvis socials i urbanístics de la ciutat, tot i mantenir sempre les arrels culturals de la terra. Impulsà les arts gràfiques a Catalunya, reivindicant la categoria artística de la figura poc considerada socialment del dibuixant. L'obra gràfica de Mestres és una referència obligada per conèixer els orígens del còmic espanyol. Com a escriptor va conrear diversos gèneres: poesia, teatre, prosa… que sovint fusionava i il·lustrava amb dibuixos propis. L'any 1908 va ser investit amb el títol de Mestre en Gai Saber, en guanyar tres premis extraordinaris dels Jocs Florals.

## Biografia
Nasqué a Barcelona el 28 d'octubre de 1854, al carrer Sant Felip Neri, 4, prop de la catedral. El seu pare, Josep Oriol Mestres, fou un arquitecte que intervingué a la Ciutat Comtal en obres tan importants com la catedral i el Gran Teatre del Liceu, dirigí la demolició de les muralles de la ciutat i construí la primera casa de l'Eixample, la seva mare era Hermenegilda-Elionor Oñós i Salvat tots dos nascuts a Barcelona. Apel·les cursà el batxillerat a un col·legi francès i estudià a l'Escola de la Llotja, on ben aviat mostrà una gran afició per la caricatura. Fou deixeble de pintors com Antoni Caba, Lluís Rigalt, Claudi Lorenzale i Ramon Martí i Alsina.
Positivista, agnòstic i anticlerical, conservà, això no obstant, un cert esperit franciscà i de respecte a les creences. Amb el seu amic Pompeu Gener realitzà diversos viatges a Suïssa, on coincidí amb Valentí Almirall i entrà en contacte amb el federalisme helvètic, la poesia intimista de Heinrich Heine i les historietes gràfiques de Rodolphe Topffer. També viatjà per Espanya i França. Col·laborà en les revistes més importants de l'època dibuixant historietes, acudits i dissenyant capçaleres.
Val a dir que el personatge, fill de la Renaixença, era del tot reticent a geminar la ela a l'hora d'escriure el seu nom, motiu pel qual hom pensa que caldria respectar aquesta forma a l'hora de referir-s'hi.
L'any 1885 es casà amb una parisenca de dots artístiques notables, Laura Radénez, amb qui no tingué fills. Un any més tard abandonà l'escriptura a causa d'una crisi provocada per una malaltia que patia des de feia temps. El 1898 es va recloure amb la seva esposa en una torre del barceloní passatge Permanyer, on va viure dedicat a tenir cura del jardí ple d'hortènsies que tenia al terrat (el qual li valgué el títol de «rei de les hortènsies»), i on celebrava reunions literàries i musicals amb artistes modernistes.
Apel·les concebia el llibre com a objecte d'art global, que li permetia escriure poemes, il·lustrar-los, posar-hi música, tenir cura de la qualitat del paper, del color de la coberta, de la distribució de la massa impresa dins el blanc de la plana, de les filigranes de les orles, de les lletres, i del disseny del relligat del llibre. Il·lustrà gran quantitat de llibres entre els quals destaquen Vobiscum, amb il·lustracions d'esperit medieval pròpies dels incunables, i Liliana (dona d'aigua) on la tècnica realista se serveix de la fantasia. Per aquests dos llibres se'l considera un precursor dels modernistes i impulsor del disseny editorial. Col·laborà a diverses revistes, com La Campana de Gràcia, L'Esquella de la Torratxa, El Liberal,La Publicitat, Lo Nunci i altres.
El 1912 hagué d'abandonar el dibuix a causa d'una afecció a la vista, i dos anys més tard va quedar-se gairebé cec, fet que l'obligà a deixar el dibuix i pràcticament l'escriptura. Uns anys més tard va publicar cançons que li van fer recuperar una gran popularitat, amb lletra i música pròpies improvisades al piano i harmonitzades per músics professionals. Aquestes cançons han estat popularitzades i enregistrades per Emili Vendrell, Conxita Badia, i més recentment, per Núria Feliu o Xavier Ribalta, entre d'altres.
El 1915 va aconseguir una nova englantina amb Flors de sang, poemes compostos en esclatar la primera guerra mundial, entre els quals cal destacar el poema «No passareu!», que es va popularitzar entre la població republicana durant la guerra civil. El govern francès li va atorgar la Creu de la Legió d'Honor (1920) per la seva actuació en favor dels aliats. Aquest mateix any moria la seva estimada esposa Laura a la qual dedicà dos llibres: In Memoriam, amb retrats que li havia fet, i Sempre vives.

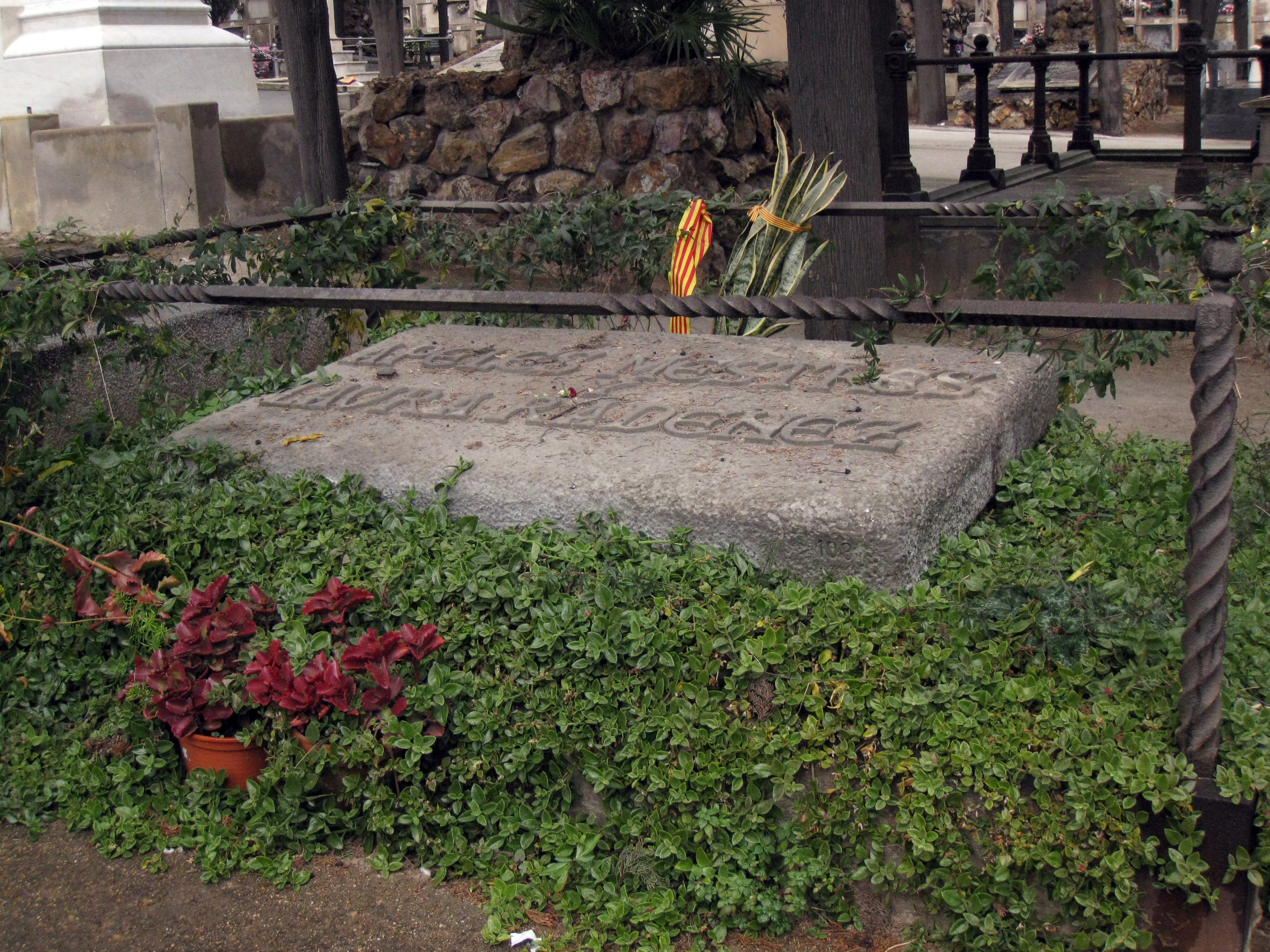
Tomba d'Apel·les Mestres i Laura Radénez al Cementiri de Montjuïc

El 1934 s'havia organitzat un homenatge a Apel·les Mestres que s'hagué de suspendre pels fets revolucionaris d'octubre. A la matinada del 19 de juliol de 1936, tot just iniciada la guerra civil, va morir, quan la singularitat de la seva obra començava a revalorar-se. La notícia de la seva mort no va tenir cap ressò a la premsa ni a la ràdio a causa dels esdeveniments que s'estaven produint en tot el país.
L'any 1938 es va inaugurar un monument de marbre blanc al parc de la Font del Racó, al peu del Tibidabo, de Barcelona, amb la dedicatòria: «A Apel·les Mestres, l'amic dels infants, de les flors i dels ocells».
El fet que Mestres no s'especialitzés en una activitat específica ha dificultat, en part, el seu reconeixement artístic. Les lletres catalanes el recorden amb la convocatòria d'un premi de literatura il·lustrada que porta el seu nom.

## Dibuix i obra gràfica
El 1874 va començar un àlbum de dibuixos titulat Llibre Verd, una mena de dietari amb apunts del natural amb impressions, retrats, actituds humanes, indumentàries, detalls arquitectònics, paisatges rurals. Entre 1877 i 1885 col·laborà en revistes catalanes com La Llumanera de Nova York, on edità la seva primera historieta coneguda fins ara; La Tomasa; La Campana de Gràcia, revista republicana on substituí al seu amic Tomàs Padró com a dibuixant de caricatures, acudits, sàtires polítiques i fins i tot en renovà la capçalera; L'Esquella de la Torratxa, revista satírica on començà a signar amb l'anagrama compost de les seves inicials que tant l'identifiquen. De 1896 al 1906 va fer un acudit diari a La Publicitat. A l'Avenç, revista portaveu del modernisme laic i dels corrents d'avantguarda, col·laborà amb autors importants del naturalisme com Narcís Oller, Josep Yxart, Joan Sardà i Lloret i altres. També col·laborà en revistes en castellà com: Granizada, publicació fonamental en l'obra gràfica de l'autor, La Ilustración, El Globo, La Honorata, La Semana còmica, La Velada, El siglo, El Gato negro, Madrid cómico, Blanco y Negro, Hojas selectas, La Campana catalana... El 1882 reuní en un llibre, Cuentos vivos, les tres primeres historietes més o menys llargues dibuixades i escrites per un autor a nivell espanyol: El Conde Tal, La Sonda i Cuatro hombres y un cabo.. Sembla que fou influït per Wilhelm Busch. El 1918, va publicar Más cuentos vivos. La primera edició és de C. Verdaguer, però l'any 1929 Seix Barral va publicar els dos llibres en la que seria l'edició més popular i de més bona qualitat. Una característica original i destacable és que el text no només era en castellà sinó que s'havia traduït també al francès, anglès i portuguès.

## Estil literari i influències

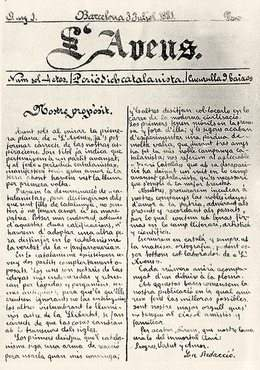
Portada de L'Avenç de 1881

Durant els primers anys de la seva experiència literària, Apel·les Mestres consolidarà un estil propi que deixarà enrere el Romanticisme becquerià de joventut i abraçarà amb força el naturalisme. L'Avenç serà el canal a través del qual, com a poeta, farà pública la nova estètica, que troba en el paisatge l'ambient ideal per a descriure-hi el drama de la vida i la mort dels elements de la natura.
L'any 1883 fou el de la transformació definitiva de l'estètica naturalista de Mestres. Seguint la tradició de les faules, va neutralitzar el component moralitzador, humanitzar els elements de la natura, i proposar un panteisme primitiu, íntim i extremament ingenu, on el punt de vista poètic llisca cap a un naturalisme ben personal, del tot nou en la literatura catalana: coincideix amb el punt de vista de la natura, que veu animats els seus elements, tot provocant el distanciament radical del jo de l'autor. El naturalisme de Mestres es basa en una estètica de la natura, de la naturalitat i del distanciament tècnic; una estratègia gràcies a la qual no privarà el lector de l'experiència subjectiva i del sentiment íntim.
Generacionalment s'inscriu entre els escriptors de la Renaixença, però el seu concepte d'art total i valoració de la naturalesa fa que se'l consideri un innovador i iniciador del Modernisme. El seu llenguatge senzill i espontani, reprodueix els moviments més lliures de la realitat i facilità el camí a Joan Maragall, Santiago Rusiñol i els seus amics. Elaborà dos tipus de discurs, un que recull les emocions més fondes i que apunta a un principi de simbolisme i un altre, per als poemes narratius i les peces de teatre, tret directament de la realitat. Combat el noucentisme amb obres com: Els sense cor (1909) i Justícia! (1913), on adreça el seu sarcasme directament contra Eugeni d'Ors.

## Obres

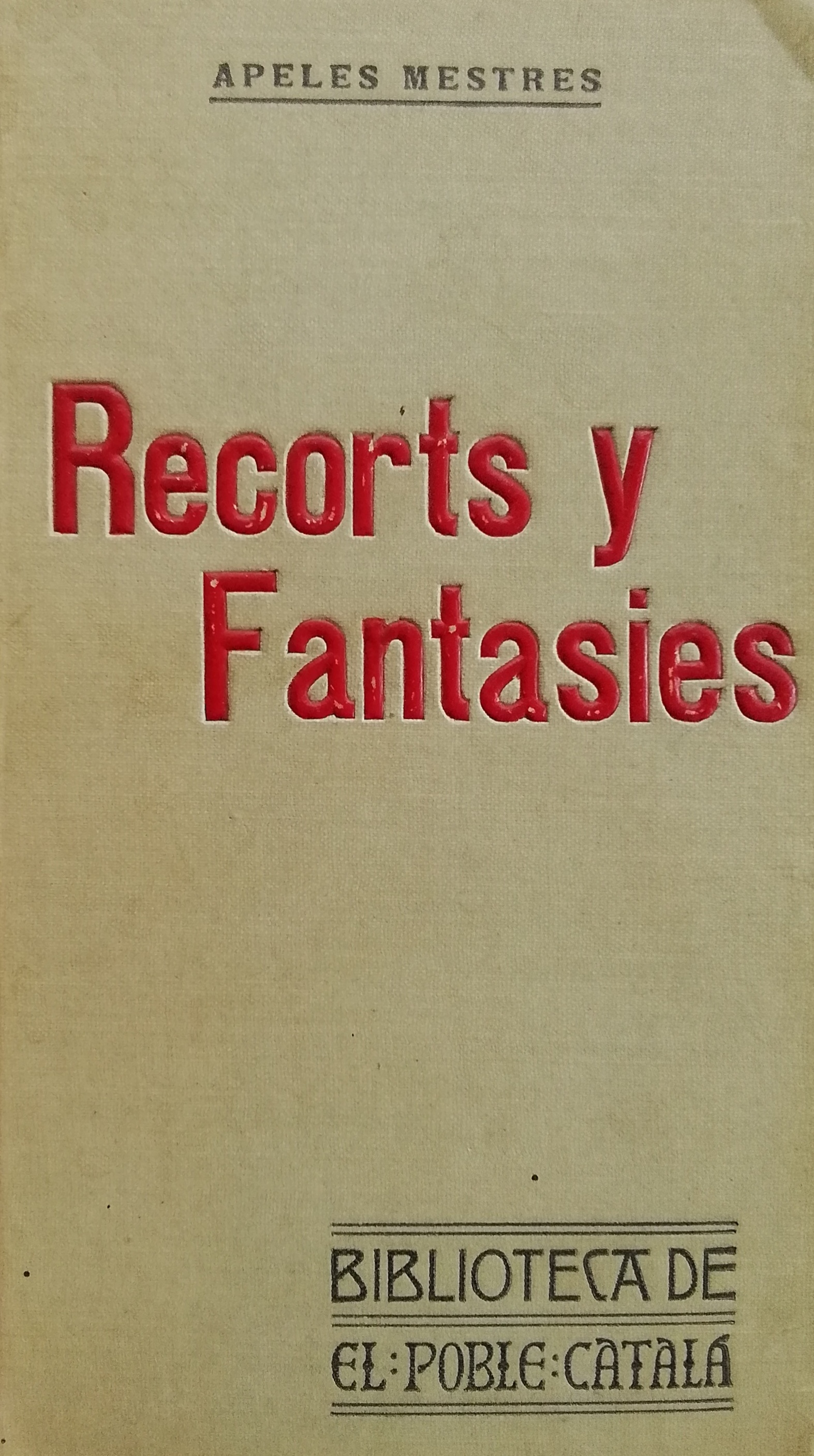
Records i Fantasies, llibre d'Apel·les Mestres publicat a Barcelona l'any 1906 dins la Biblioteca de El Poble Català

La Biblioteca de Catalunya posseeix una bona i variada col·lecció d'obres de l'artista.
En el centre de documentació del Museu Abelló es poden veure els manuscrits de les següents obres: Follet, La barca, Pierrot lo lladre, L’avi Xena, La sirena, La senyoreta, La presentalla, La presó de Xauxa, La barca dels afligits, La Rosons, Picarol i Gaziel.

### Poesia lírica i composicions musicals
El 1875 publicà el primer llibre de poemes, Avant!, el qual seguiren molts d'altres:
Microcosmos (1876), Balades (1889), Cançons íntimes (1889), Idil·lis(1889), Vobiscum (1892), Odes serenes (1893), Noves balades (1893), Epigrames (1894), Pom de cançons (1902), Darreres balades (1926), Balades: deu cançons (1930), etc.
Pressionat per Frederic Soler i per alguns compositors, com Amadeu Vives, Enric Granados i Enric Morera, Mestres desenvolupà els components teatrals que contenien els idil·lis i els poemes narratius i, a partir del 1901, realitzà una abundosa producció dramàtica amb la qual assolí alguns dels seus grans èxits populars. Dramatitzà contes i rondalles, com En Joan de l'Ós, musicada per Morera; poemes lírics, com La Rosons.
Gaziel (1906) i Liliana (1911), ambdues musicades per Granados, són típicament modernistes: la primera, com el poema homònim, planteja les relacions del poeta amb la societat burgesa, i la segona, crea un món de fantasia clarament prerafaelita. Sens dubte, la Rondalla de l'amor (1910) constitueix una de les seves peces més brillants i significatives.
Les seves cançons, com A la taverna d'en Mallol, varen tenir una gran popularitat, que es perllongà fins dates recents en versions de Núria Feliu o Xavier Ribalta. Cal destacar la seva creació de l'Himne a Catalunya
| Dolça terra catalana, noble terra on hem nascut, torna a ser la sobirana que altres dies has sigut. Catalunya primer morta que enjunyida per ningú, seràs lliure perquè ets forta, seràs forta perquè ets tu. Quatre pals de sang roenta barren l'or de ton escut. És la sang que et fa valenta contra el jou de servitud. Catalunya primer morta que enjunyida per ningú, seràs lliure perquè ets forta, seràs forta perquè ets tu. | El teu nom, llegat dels avis, per nosaltres és sagrat. Catalunya en nostres llavis vol dir Pàtria i Llibertat. Catalunya primer morta que enjunyida per ningú, seràs lliure perquè ets forta, seràs forta perquè ets tu. Dignes fills de tes entranyes et volem més alta encara, forta i gran com tes muntanyes, clara i bella com ton mar. Catalunya primer morta que enjunyida per ningú, seràs lliure perquè ets forta, seràs forta perquè ets tu. |

### Teatre

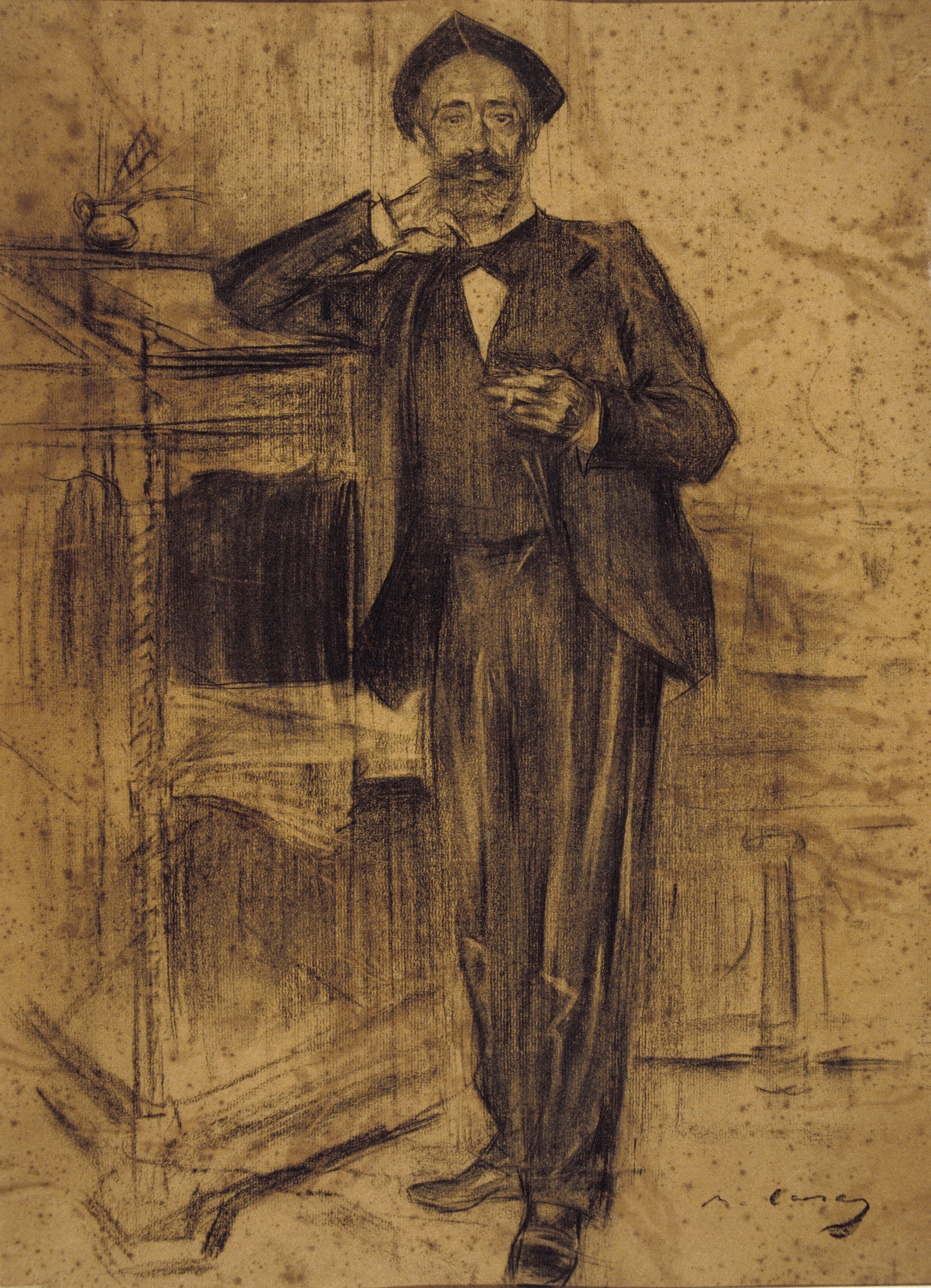
Mestres vist per Ramon Casas (MNAC)

Animat per Frederic Soler (Pitarra) va escriure teatre. La seva carrera teatral es va iniciar amb l'estrena, l'any 1883, de La nit al bosc, amb música de Josep Rodoreda. Després va estrenar La flor de la vall (1897) amb música de Joan Goula i va continuar amb La Rosons (1901), amb música d'Enric Morera, i Picarol amb música d'Enric Granados. En total va estrenar una seixantena d'obres, des de l'adaptació de llegendes medievals fins a peces ambientades a Catalunya. Concebia el teatre com un espectacle total amb text, música, moviment i plàstica i, fins i tot, el 1901 inicià la carrera teatral, va arribar a realitzar el disseny del vestuari d'obres pròpies com Nit de Reis (1906), Gaziel (1906), Joan de l'Ós (1907), Liliana (1911), L'Estiuet de Sant Martí (1912) -obra inspirada a Cervelló on, des de la seva infantesa, havia passat temporades a casa de familiars amb els pares - i també per a altres autors.
Com a wagnerià, va formar part de la delegació catalana del Patronatverein de Bayreuth, delegació presidida i representada per Joaquim Marsillach; aquest patronat del Festival de Bayreuth havia sigut creat per Richard Wagner per a sufragar el cost de l'estrena de Parsifal.

### Traduccions
Traduí al català l'obra Intermezzo de l'escriptor alemany Heinrich Heine i, cosa molt insòlita en aquells moments, un recull de lírics xinesos, Poesia xinesa.

## Fons personal
El fons de caràcter privat d'Apel·les Mestres, dipositat a l'Arxiu Històric de la Ciutat de Barcelona (AHCB), l'integren un total de 13.047 documents que s'han agrupat sota dos gran apartats: documentació personal i familiar, i epistolari. En el primer apartat s'han inclòs també els nombrosos retalls de premsa conservats, relacionats amb la seva vida i, de forma molt especial, amb la seva obra literària i artística. L'epistolari és de gran rellevància i significació per la quantitat de documents que aplega i per la categoria dels corresponsals. Aquesta documentació procedeix del donatiu fet pel mateix autor a l'AHCB i va ingressar el 29 de juliol de 1929.

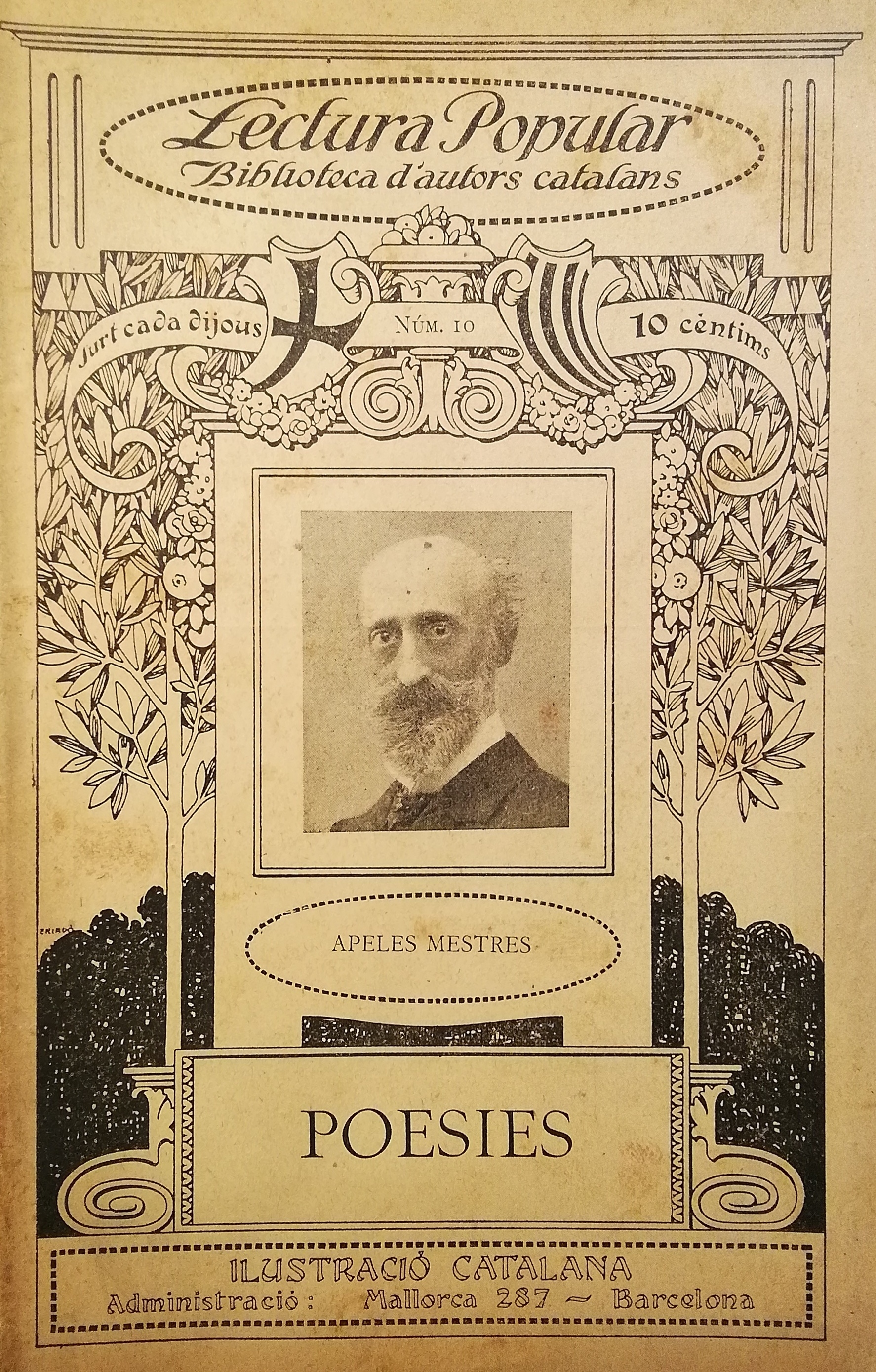
Recull de poesies d'Apel·les Mestres publicades per la col·lecció Lectura Popular Biblioteca d'autors catalans de la Il·lustració Catalana l'any 1913

A més a més, l'AHCB custodia una part molt significativa dels més de 40.000 dibuixos que va crear al llarg de la seva vida en disciplines com el dibuix artístic, la il·lustració literària, la caricatura política i humorística en premsa i revistes satíriques, els croquis i els apunts en quaderns de viatges i dietaris, etc. El llegat el completen plànols del seu pare, l'arquitecte Josep Oriol Mestres i Esplugas, i pels àlbums de dibuixos de la seva muller, Laura Radénez. D'entre els dibuixos de Mestres conservats a l'AHCB cal destacar els 1.290 acudits publicats al diari La Publicidad entre els anys 1896 i 1906; els cinc àlbums de dibuixos coneguts com a Llibre Vert, realitzats entre 1874 i 1895; els Llibres d'Expansions, on narra de forma gràfica les vivències compartides amb Laura Radénez; o els originals de centenars de caricatures polítiques per a publicacions peròdiques com L'Esquella de la Torratxa o La Campana de Gràcia.
Pel que fa al fons fotogràfic personal de Mestres, es conserva a l'Arxiu Fotogràfic de Barcelona i està compost per documentació generada i reunida per ell mateix. D'una banda, fotografies de caràcter personal, com ara retrats de familiars i persones de l'entorn de l'artista, l'estudi on treballava i casa seva. Aquestes imatges presenten un ambient íntim i proper a Apel·les Mestres. De l'altra, documentació aplegada fruit de l'activitat col·leccionista i de les necessitats i inquietuds professionals de l'artista. Formen part del fons, doncs, retrats de nus, acadèmies i tipus populars de diferents indrets del món. Destaca, entre aquestes fotografies, una sèrie de retrats de persones de països àrabs. Així mateix, es troben
paisatges i vistes costumistes de la Ciutat Comtal, Catalunya, Espanya i l'estranger. Són destacables les albúmines que mostren països com Egipte, Síria i el nord d'Àfrica. També conté fotografies que reprodueixen obres d'art i documents. Cal ressaltar, entre aquest material, una sèrie d'estàtues en model per a la façana de la Catedral de Barcelona. Com a col·leccionista, recollí una nombrosa col·lecció de postals de temàtica molt variada.

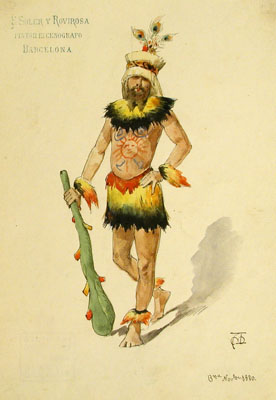
Figurí d'Apel·les Mestres per l'obra Clorinda, del compositor Nicolau Manent (1881). Es conserva al MAE

Per altra banda, la seva col·lecció de figurins es troba al Museu de les Arts Escèniques de l'Institut del Teatre. El fons està compost per un total de més de 150 obres datades entre 1864 i 1914. El Museu s'ha encarregat de la seva digitalització i els conserva també a Escena Digital disponibles per a consultes dels usuaris.
La Biblioteca de Catalunya conserva la documentació d'Apel·les Mestres que formen part de la Col·lecció Mateu Avellaneda.